# ファテー・シング・ラーオ・ガーイクワード
ファテー・シング・ラーオ・ガーイクワード（Fateh Singh Rao Gaekwad, 1751年4月以前 - 1789年12月26日）は、西インドのグジャラート地方、ガーイクワード家の当主（在位：1778年 - 1789年）。

## 生涯
ダマージー・ラーオ・ガーイクワードの三男として生まれた 。
サヤージー・ラーオは権力がなく、1771年に弟であるファテー・シング・ラーオが摂政となり、1778年には当主位を奪った。なお、同年8月16日にはマラーター王国の宰相にもこれは認められた。
同年、弟のゴーヴィンド・ラーオ・ガーイクワードが反乱を起こした、ファテー・シング・ラーオはこれに勝利し、ゴーヴィンド・ラーオはプネーへ逃げることを強いられた。
1780年1月26日、ファテー・シング・ラーオはイギリスとの間に相互防衛条約を締結した。これは第一次マラーター戦争中の出来事であった。
1789年12月26日、ファテー・シング・ラーオは死亡し、弟のマナージー・ラーオ・ガーイクワードが当主位を継承した。